# Liam Gallagher
William John Paul Gallagher (* 21. září 1972) je anglický zpěvák a skladatel, který se proslavil jako zpěvák rockové skupiny Oasis v letech 1991-2009. Později v letech 2009 až 2014 vedl rockovou skupinu Beady Eye a v roce 2017 zahájil úspěšnou sólovou kariéru. V kapele Oasis docházelo k různým změnám v sestavě; jedinými stálými členy byli Liam Gallagher a jeho starší bratr Noel. Gallagher, jedna z nejznámějších postav britské rockové hudby, je známý svým osobitým stylem zpěvu a otevřenou osobností.
Gallagher měl zájem o vstup do skupiny Rain. Po vzájemné dohodě došlo ke změně názvu kapely na Oasis a Noel byl nejprve osloven, aby se stal jejich manažerem, následně dostal nabídku, aby se ke kapele připojil jako hlavní kytarista, kterou přijal. Debutové album skupiny Definitely Maybe (1994) zaznamenalo kritický i komerční úspěch v době nástupu britpopu. Jejich druhé album, (What's the Story) Morning Glory? (1995) se v mnoha zemích dostalo na vrchol albových žebříčků a jejich třetí studiové album Be Here Now (1997) se stalo nejrychleji prodávaným albem v historii britských hitparád. Popularita britpopu nakonec poklesla a Oasis se jej nepodařilo oživit, nicméně všechna jejich následující alba se umístila na prvních místech britských hitparád a pokračovali v turné, během kterého odehráli koncerty pro více než 1 000 000 lidí po celém světě, zejména však v Evropě, a v Jižní Americe. V srpnu 2009, po Noelově odchodu z Oasis, Gallagher se zbývajícími členy kapely založil skupinu Beady Eye, se kterou vydal dvě studiová alba, než se v roce 2014 rozpadla.
V roce 2017 zahájil Gallagher sólovou kariéru vydáním debutového sólového alba As You Were (2017), které se setkalo s úspěchem u kritiků i komerčních fanoušků. Dostalo se na první místo UK Albums Chart a drželo rekord devátého nejrychleji prodávaného debutového alba desátých let 21. století ve Spojeném království, když se ho v prvním týdnu prodalo přes 103 000 kusů. V roce 2018 získalo album platinovou desku s více než 300 000 prodanými kusy ve Spojeném království. Jeho druhé album, Why Me? Why Not., získalo převážně pozitivní recenze a po vydání v září 2019 se dostalo na vrchol britské hitparády. Stalo se tak jeho desátým albem na vrcholu žebříčku, včetně osmi s Oasis, a zároveň se stalo nejrychleji prodávaným vinylem roku 2019. V březnu 2010 byl ve čtenářské anketě časopisu Q zvolen nejlepším frontmanem všech dob. V roce 2019 obdržel cenu MTV Europe Music Award za „Rockovou ikonu“. Liamovo třetí album C'mon You Know vyšlo v roce 2022 a stalo se jeho čtvrtým sólovým albem, které debutovalo na prvním místě UK Albums Chart. v roce 2024 Gallagher spolupracoval s bývalým hudebníkem skupiny The Stone Roses Johnem Squirem na studiovém albu Liam Gallagher & John Squire, které vyšlo 1. března 2024. 
Liam je stejně jako jeho bratr Noel velkým fanouškem anglického fotbalového týmu Manchester City

## Raný život
Liam Gallagher se narodil 21. září 1972 v manchesterské čtvrti Longsight irským přistěhovalcům Peggie a Thomasi Gallagherovým.Jako nejmladší ze tří dětí má dva starší bratry, Paula a Noela. Krátce po jeho narození se rodina přestěhovala na Ashby Avenue a poté na Cranwell Drive na manchesterském předměstí Burnage. Jako nejstarší dítě dostal Paul vlastní ložnici, zatímco Liam musel sdílet ložnici s Noelem.
Když mu bylo deset let, Peggie si ho i s bratry vzala k sobě a opustila Thomase, s nímž se o čtyři roky později rozvedla. Ačkoli Liam udržoval se svým otcem sporadický kontakt po celou dobu dospívání, jejich problémy zůstaly nevyřešeny. Při popíjení v hospodě po koncertě skupiny Oasis v Irsku v době jejich největší slávy si Liam všiml svého otce z druhého konce místnosti a Noel ho musel uklidňovat. Z uniklého telefonátu později vyplynulo, že následně otci zavolal a pohrozil mu, že pokud ho ještě někdy uvidí, zláme mu nohy.
Gallagher se vzdělával na základní škole St Bernard's RC Primary School a na Barlowově římskokatolické střední škole v Didsbury. Navzdory rozšířeným zprávám, že byl v 16 letech vyloučen ze školy za rvačky, byl ve skutečnosti suspendován na tři měsíce. Poté se vrátil do školy, kde absolvoval poslední semestr a v roce 1990 složil čtyři maturitní zkoušky. V mládí dával přednost sportu, o hudbu neměl zájem. V pubertě utrpěl ránu kladivem do hlavy od studenta konkurenční školy, což přičítá tomu, že se změnil jeho postoj k hudbě. Po tomto incidentu propadl myšlence přidat se ke kapele. Začal si být jistý svými pěveckými schopnostmi a začal poslouchat kapely jako The Beatles, The Stone Roses, The La's, The Who, The Kinks, The Jam a T. Rex. Během toho se stal posedlým Johnem Lennonem z Beatles a později sarkasticky prohlašoval, že je převtěleným Lennonem, přestože se narodil osm let před Lennonovou smrtí. Liam a Noel se v roce 1988 zúčastnili benefičního koncertu Stone Roses na International 2; oba bratři tvrdí, že kdyby na tento koncert nešli, Oasis by nikdy nevznikli. Liam později prohlásil: „Oasis se stali součástí skupiny Oasis: „Byl to můj nejoblíbenější koncert všech dob, zabil mě k smrti, změnil mi život, k*rva. Kdybych tam tenkrát nešel, pravděpodobně bych seděl v nějaké hospodě v Levenshulme. Pomáhal také Noelovi s jeho prací bedňáka pro Inspiral Carpets a pracoval jako výběrčí daní pro HM Revenue and Customs.

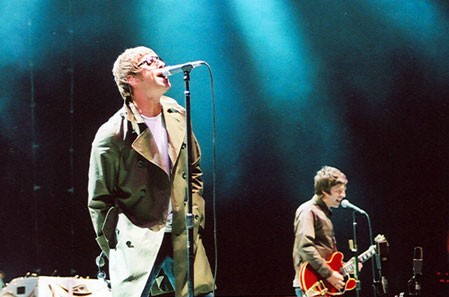
Liam a Noel Gallagherovi ze skupiny Oasis během vystoupení v San Diegu 18. září 2005.

## Kariéra

### 1991–2009: Oasis
Když kamarád ze školy Paul „Guigsy“ McGuigan pozval Gallaghera do své kapely The Rain jako zpěváka, souhlasil. Spolu s kytaristou Paulem „Bonehead“ Arthursem se stal spoluautorem písní. Noel se od té doby této autorské spolupráci otevřeně vysmíval a označil je za „prostě hrozné“ a Liam také přiznal, že jsou „na h*vno“. Kapela zkoušela jen jednou týdně a neměla mnoho koncertů. Právě na jednom z jejich vzácných koncertů v roce 1991 v manchesterském Boardwalku je viděl vystupovat Noel, který se tehdy nedávno vrátil z mezinárodního turné jako bedňák skupiny Inspiral Carpets. V roce 1993 Oasis odehráli čtyřpísňový set v klubu King Tut's Wah Wah Hut v Glasgow, kde je objevil Alan McGee z Creation Records a podepsal s nimi smlouvu na šest alb. Debutové album Definitely Maybe vyšlo 28. srpna 1994 a stalo se nejrychleji prodávaným britským debutovým albem všech dob. Liam byl za svůj pěvecký přínos na albu chválen a díky jeho přítomnosti se Oasis stali oblíbeným koncertním tělesem. Kritici uváděli vlivy Beatles a Sex Pistols. Liamův postoj si získal pozornost britského bulvárního tisku, který často přinášel články týkající se jeho údajného užívání drog a chování. V roce 1997 bylo Definitely Maybe v anketě „Hudba tisíciletí“, kterou pořádala společnost HMV, označeno za 14. nejlepší album všech dob. V roce 2005 se album umístilo v žebříčku „100 Greatest Albums“ televize Channel 4 na 6. místě. V roce 2006 ho časopis NME zařadil na 3. místo v žebříčku nejlepších britských alb všech dob. V roce 2006 se album dostalo na 4. místo v žebříčku nejlepších britských alb všech dob. V knize „British Hit Singles and Albums“ z roku 2006 bylo album zvoleno nejlepším albem všech dob, na druhém místě skončilo album Sgt. Pepper's Lonely Hearts Club Band od Beatles, v roce 2006 jej časopis Q umístil na 5. místo v žebříčku nejlepších alb všech dob a NME jej v témže roce označil za nejlepší album všech dob.
Druhé album skupiny, (What's the Story) Morning Glory?, bylo ještě úspěšnější a stalo se třetím nejprodávanějším albem v britské historii. Přibližně v této době se Oasis zapletli do mediálně dobře zdokumentovaného sporu s další britpopovou skupinou, Blur. Rozdílné styly kapel, které nyní stály v čele britpopového hnutí, způsobily, že Oasis byla severská dělnická skupina a Blur jižanská středostavovská skupina, a média je vnímala jako přirozené rivaly. V srpnu 1995 vydaly Blur a Oasis nové singly ve stejný den; skladba „Country House“ od Blur během týdne překonala prodej skladby „Roll with It“ od Oasis o 58 000 kopií. Když skupina napodobovala singl v pořadu Top of the Pops, Liam předstíral, že hraje na Noelovu kytaru, a Noel, že zpívá, čímž si dělal legraci z formátu pořadu, který se vysílal na principu lip-syncingu. (What's the Story) Morning Glory? je považováno za klíčovou desku britpopové éry a za jedno z nejlepších alb 90. let a v několika žebříčcích se objevuje jako jedno z nejlepších alb všech dob. V roce 2010 časopis Rolling Stone napsal, že „album je triumfem, plným chvástání, bravury a překvapivé něhy“ a že „završilo skutečný zlatý věk britpopu“. Časopis album v roce 2012 zařadil na 378. místo svého seznamu „500 nejlepších alb všech dob“. Trvalá popularita alba v rámci Spojeného království se projevila, když v roce 2010 získalo cenu BRITs Album of 30 Years na BRIT Awards. O tomto ocenění rozhodovala veřejnost v hlasování o největším vítězi nejlepšího alba v historii BRIT Awards, album bylo také zařazeno do knihy 1001 alb, která musíte slyšet, než zemřete.
Dychtivě očekávané třetí album skupiny Oasis, Be Here Now, vyšlo 21. srpna 1997 a stalo se nejrychleji prodávaným albem v historii UK Chart. Noel album v pozdějších letech odsoudil, Liam ho ale obhajoval. V první den vydání se Be Here Now prodalo přes 424 000 kopií a stalo se nejrychleji prodávaným albem v historii britského žebříčku; první recenze byly vesměs pozitivní. Dlouholetý producent skupiny Owen Morris prohlásil, že nahrávání bylo poznamenáno hádkami a zneužíváním drog a že jedinou motivací kapely byla komerce. V roce 2008 se alba prodalo osm milionů kopií po celém světě. Ve Spojeném království se stalo nejprodávanějším albem roku 1997 s 1,47 milionu prodaných kusů. 19 let po svém původním vydání se album v roce 2016 dostalo na první místo britského žebříčku Vinyl Albums Chart. Creation Records ukončilo činnost v roce 1999, načež bratři Gallagherové založili vlastní vydavatelství Big Brother Recordings pro všechny budoucí desky Oasis. Budoucí alba a singly byly označeny kódy začínajícími na „RKID“ („our kid“, severoanglický slangový výraz pro sourozence nebo mladšího příbuzného). Oasis se vrátili v roce 2000 s albem Standing on the Shoulder of Giants. Během nahrávání odešli zakládající členové Bonehead a Guigsy, takže z původní sestavy skupiny před vydáním alba Oasis zůstal pouze Liam. Na albu se objevila první píseň skupiny, kterou napsal Liam, „Little James“, napsaná pro syna jeho tehdejší manželky Patsy Kensit, Jamese. Tato píseň, stejně jako celé album, se setkala s obecně smíšenými recenzemi.
Další album Oasis, Heathen Chemistry, vyšlo v roce 2002 a obsahovalo další tři písně napsané Liamem. Jednou z nich byla „Songbird“, akustická balada o jeho lásce k Nicole Appleton, kterou si později vzal. Píseň byla čtvrtým singlem z alba a dosáhla třetího místa v britské hitparádě. Později téhož roku si Gallagher zlomil několik zubů a utrpěl zranění v obličeji poté, co se v jednom mnichovském baru popral. On a bubeník Oasis Alan White byli zatčeni, ale propuštěni bez obvinění. Oasis museli kvůli Liamovým zraněním stáhnout koncerty v Mnichově a Düsseldorfu. V roce 2005 vyšlo šesté studiové album Oasis s názvem Don't Believe the Truth, na kterém se objevily další tři Liamovy skladby: „Love Like a Bomb“ (napsaná společně s rytmickým kytaristou Gemem Archerem), „The Meaning of Soul“ a „Guess God Thinks I'm Abel“. Album získalo dvě ceny Q Awards: speciální cenu People's Choice Award a cenu za nejlepší album. Gallagher se připojil ke zbytku Oasis a v roce 2007 obdržel cenu za mimořádný přínos hudbě na BRIT Awards. Když skupina cenu přebírala, komentoval to na pódiu slovy: „Když už nás za tyhle sračky nenominují, bude muset stačit tohle.“ Přibližně ve stejné době bylo oznámeno, že jedná s tvůrci odpoledního kvízu Countdown na Channel 4, aby se objevil jako týdenní host celebrit ve „Slovníkovém koutku“.
V roce 2008 vyšlo poslední album Dig Out Your Soul, na kterém byly tři písně napsané Liamem: "I'm Outta Time", "Ain't Got Nothin‘" a "Soldier On". Dig Out Your Soul se dostalo rovnou na první místo britské albové hitparády a na páté místo americké hitparády Billboard 200. Ve Velké Británii se alba prodalo 90 000 kopií hned první den po vydání, čímž se stalo druhým nejrychleji prodávaným albem roku 2008, hned po Viva la Vida od Coldplay. V UK Albums Chart debutovalo na prvním místě s prodejem 200 866 kopií za první týden, což z něj činí 51. nejrychleji prodávané album v historii ve Velké Británii. V americkém žebříčku Billboard 200 album debutovalo na 5. místě s 53 000 prodanými kopiemi, což je nejvyšší umístění alba Oasis v americkém žebříčku od alba Be Here Now, které debutovalo na 2. místě, ale s menším celkovým prodejem v prvním týdnu než Don't Believe the Truth. Ve francouzském žebříčku alb strávilo přes 30 týdnů. Mnoho kritiků chválilo Dig Out Your Soul jako jedno z nejsilnějších alb skupiny, jeden z nich se vyjádřil, že „se zdá, že Oasis vytvořili něco, co může s radostí hrát vedle Morning Glory.“ V srpnu 2009, během turné na podporu alba, se skupina rozpadla kvůli tomu, že Noel už nemohl spolupracovat s Liamem.

### 2009–2014: Beady Eye
V listopadu 2009 Gallagher oznámil, že s bývalými členy skupiny Oasis napsal nový materiál v rámci nového projektu a že by mohl začít koncertovat již za několik měsíců, a prohlásil, že „Oasis skončili, tohle je něco nového“. 19. listopadu 2009 oznámil, že bude nahrávat album s Gemem Archerem, Andym Bellem a Chrisem Sharrockem kolem Vánoc a že by mohlo vyjít v červenci 2010. Pro MTV řekl: „Všichni jsme se rozhodli, že budeme nahrávat album. Zkoušeli jsme nějaké písničky, které jsme už nějakou dobu měli. Prostě to děláme v klidu, neděláme kolem toho žádný velký rozruch. Po Vánocích možná půjdeme do studia, nahrajeme je a doufejme, že album vyjde v červenci.“ Později řekl, že kapela „to teď bude dělat jinak. Pokusím se znovu spojit s novou kapelou, s novými písněmi a cítím se v nich sebejistě.“ Byl si prý „na milion procent jistý, že by mohli být lepší než Oasis“.
V březnu 2010 byl Gallagher v anketě čtenářů časopisu Q zvolen nejlepším frontmanem všech dob. 16. března 2010 oznámil, že jeho nová kapela vydá v říjnu první singl a v příštím roce bude následovat album. 9. listopadu 2010 vydali Beady Eye svůj první singl „Bring the Light“. Další singl z alba, „The Roller“, vyšel v lednu 2011. 28. února 2011 vyšlo debutové album kapely Different Gear, Still Speeding. Na albu je autorství písní připsáno jako společné dílo Liama Gallaghera, Andyho Bella a Gema Archera. BBC i The Independent se vyjádřily, že album překonává pozdější tvorbu Oasis, pokud nepostrádá inovace předchozí skupiny, zatímco NME chválil jednoduchost a pestrost alba a jako překvapivý vrchol uvedl skladbu „Bring the Light“. Obecně se soudí, že album překonalo očekávání, Mojo poznamenal, že album „se zformovalo lépe, než si mnozí představovali“, a Q uvedl, že „decimuje všechny negativní předsudky“.
Dne 3. dubna 2011 Beady Eye vystoupili v Brixton Academy jako hlavní hvězda koncertu na pomoc při katastrofě tsunami v Japonsku. Gallagher tuto hvězdně obsazenou akci uspořádal jako finanční sbírku na ničivou událost, která se stala 11. března 2011. Na akci se vybralo přes 150 000 liber pro Britský červený kříž, který pracoval v zemi postižené zemětřesením a tsunami. Gallagher také oznámil, že verze písně „Across the Universe“ od Beatles, kterou Beady Eye na večeru zahráli, bude vydána jako charitativní singl ve prospěch sbírky.
V březnu 2012 Gallagher prohlásil, že Beady Eye budou hrát písně Oasis. Poprvé tak učinili, když v červnu 2012 předskakovali skupině Stone Roses, což vyvolalo spekulace, zda se nechystá obnovení Oasis. V srpnu 2012 Beady Eye zahráli skladbu „Wonderwall“ na závěrečném ceremoniálu Olympijských her v Londýně 2012.
Druhé studiové album skupiny BE vyšlo 12. června 2013. Bylo nahráno s Davem Sitekem mezi listopadem 2012 a březnem 2013. Kapela se vydala na odpovídající turné, na kterém odehrála „tajný koncert“ v Glastonbury. Na rozdíl od svého hlavního místa s Oasis se Beady Eye představili jako jedna z prvních kapel, která festival zahajovala. Gallagher prohlásil, že to byla „osvěžující“ změna. BE nebyli ve Spojených státech tak úspěšní, jak Gallagher a zbytek kapely doufali. To brzdilo jejich americkou popularitu a bylo oznámeno, že pro Spojené státy nebudou naplánovány žádné termíny turné. BE se u kritiků setkala se smíšeným přijetím. Mnoho pozitivních recenzí chválilo pokrok kapely oproti debutovému albu, zatímco negativní recenze kritizovaly texty a produkci alba.
Simon Harper z časopisu Clash uvedl: „Odstíny světla a temnoty se vlní po celou dobu a udržují posluchače v nejistotě... (V ‚Soul Love‘) se kosmická nálada Liama Gallaghera pojí s prvním výrazným otiskem ambientní adventury producenta Davida Siteka, který ovládá druhou polovinu písně a nechává ji zasněně plout k nebi. Právě to prostupuje BE a činí ji zvukově okouzlující. 25. října 2014 Gallagher oznámil, že Beady Eye se rozpadli. Ve svém příspěvku na Twitteru uvedl, že kapela „už není“, a poděkoval fanouškům za podporu.

### Sólová kariéra

#### 2016–2018:As You Were/Why Me? Why Not.
V příspěvku na Twitteru ze 4. ledna 2016 se Gallagher ohradil proti myšlence, že by se věnoval sólové kariéře. V rozhovoru pro Q později téhož roku však oznámil, že v roce 2017 bude vydávat sólové písně; nepovažoval je za sólovou kariéru a uvedl, že má spoustu písní, které napsal v průběhu let, a chtěl by je vydat. V listopadu 2016 bylo oznámeno sólové vystoupení na Bergenfestu v roce 2017, později byla potvrzena další festivalová vystoupení na léto 2017. Poté, co v roce 2016 začal nahrávat své debutové sólové album, bylo v březnu 2017 oznámeno, že album ponese název As You Were. Jeho sólový debutový singl „Wall of Glass“ byl vydán 1. června s doprovodným videoklipem. Ve stejném měsíci Gallagher odehrál svůj první sólový koncert v manchesterském klubu Ritz, jehož výtěžek byl věnován obětem teroristického útoku v Manchesteru. Prozradil také, že na podporu vydání alba zahájí své první sólové turné po Spojených státech a Kanadě.
Dne 4. června 2017 Gallagher překvapivě vystoupil na benefičním koncertu One Love Manchester, kde po boku Chrise Martina a Jonnyho Bucklanda z Coldplay zahrál skladby „Rock ‚n‘ Roll Star“, „Wall of Glass“ a „Live Forever“. V červnu 2017 vystoupil na festivalu Rock am Ring a na festivalu Pinkpop. Od sporu s jeho managementem v roce 2017 ho zastupuje jeho synovec Daniel Nicholas, který se narodil v Austrálii. V červnu 2017 Gallagher vystoupil také na festivalu Glastonbury. Během setu poprvé zazpíval píseň „Don't Look Back in Anger“ a své vystoupení věnoval obětem nedávných teroristických útoků v Manchesteru a Londýně a požáru věže Grenfell Tower. 30. června 2017 vydal svůj druhý sólový singl „Chinatown“. V červenci vystoupil na festivalu Exit v Srbsku a na festivalu Benicassim ve Španělsku. Dne 3. srpna Gallagher vystoupil na festivalu Lollapalooza v Chicagu a po pouhých 20 minutách vystoupení opustil pódium uprostřed písně. Později se na Twitteru omluvil a uvedl, že měl problémy s hlasivkami. V srpnu Gallagher vystoupil na festivalu Reading and Leeds. V říjnu vystoupil na festivalu CalJam v Kalifornii, kde společně s kapelou Foo Fighters a Joe Perrym zahrál píseň Come Together od Beatles.

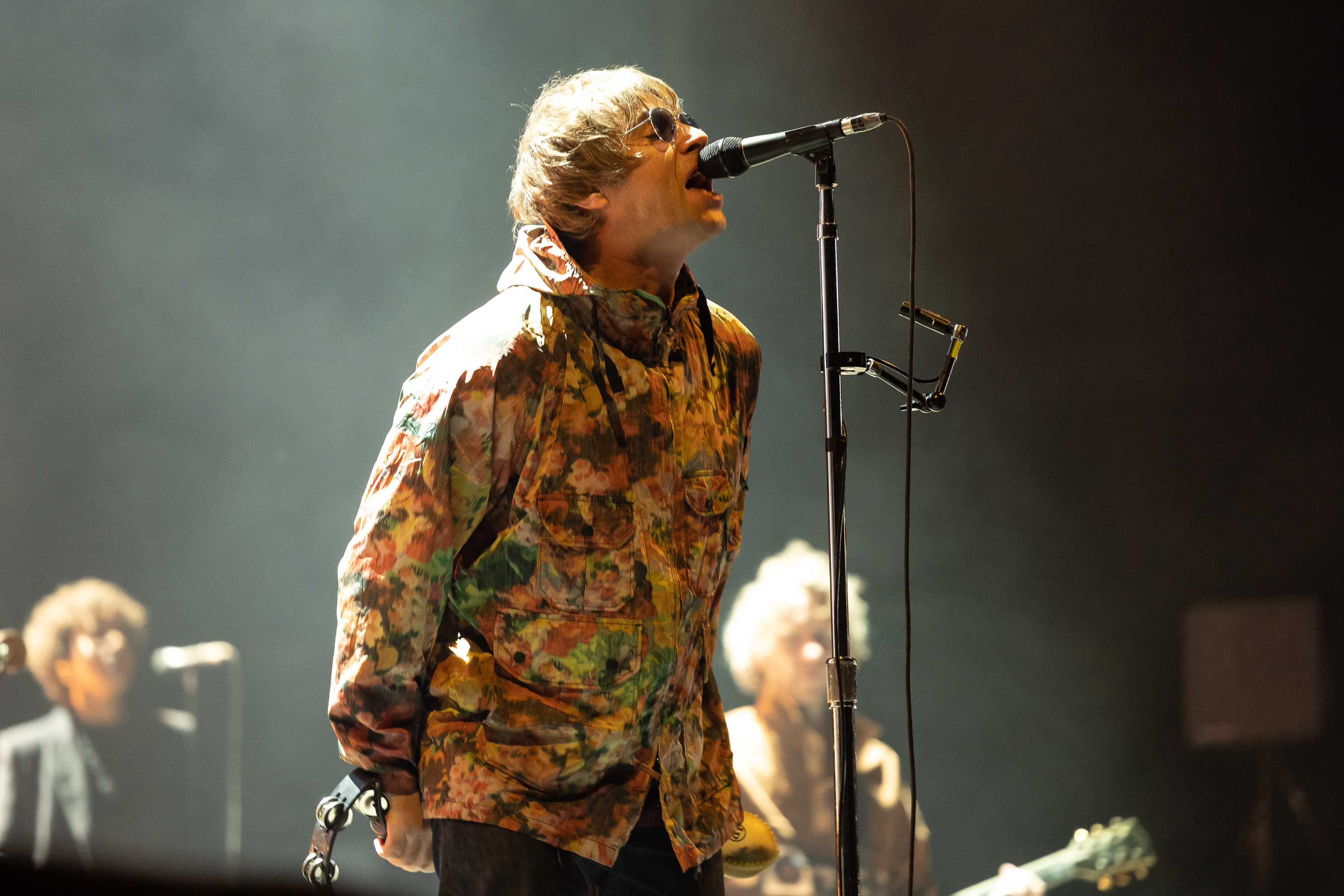
Liam Gallagher, 2022

Dne 6. října 2017 vyšla deska As You Were, která se setkala s pozitivními recenzemi. Album se ukázalo být pro Gallaghera úspěšným comebackem, když debutovalo na prvním místě ve Velké Británii s prodejem 103 000 kusů za první týden. Přitom překonalo zbytek první desítky UK Albums Chart dohromady a dosáhlo také vyšších prodejů za první týden než obě alba Beady Eye dohromady. Dosáhlo také nejvyššího jednotýdenního prodeje vinylů za posledních 20 let, když se ho prodalo 16 000 kopií. 23. října Gallagher oznámil, že 29. června 2018 uspořádá jednorázový koncert ve Finsbury Parku. Koncert byl vyprodán během několika minut po oznámení vstupenek. Následně bylo oznámeno, že 18. srpna 2018 se uskuteční koncert v Emirates Lancashire Cricket Club v Manchesteru. Bylo také potvrzeno, že Gallagher bude hlavním účinkujícím na festivalu TRNSMT v Glasgow Green 30. června 2018 a že bude hlavním účinkujícím na festivalu Isle of Wight 2018 spolu s Depeche Mode, The Killers a Kasabian.
V únoru 2018 Gallagher vystoupil s písní „Live Forever“ na udílení cen Brit Awards jako poctu obětem útoku v Manchester Areně v roce 2017 poté, co Ariana Grande (jejíž show se stala terčem útoku) nemohla kvůli nemoci vystoupit. V dubnu bylo potvrzeno, že 22. května bude na londýnském stadionu předskakovat skupině Rolling Stones. Později téhož měsíce potvrdil, že začal pracovat na svém druhém sólovém albu s Gregem Kurstinem a Andrewem Wyattem. Dne 29. května 2019 Gallagher prozradil, že album se bude jmenovat Why Me? Why Not. 7. června vyšla jako hlavní singl alba skladba „Shockwave“ a téhož dne byl vydán dokumentární film s názvem As It Was, který zachycoval Gallagherův návrat k hudbě. 27. června vydal Gallagher další singl s názvem „The River“. Dne 26. července vydal třetí singl z alba s názvem „Once“ a 15. srpna následoval čtvrtý singl s názvem „One of Us“.
Dne 3. srpna odehrál Gallagher akustický set pro MTV Unplugged v Hull City Hall, kde představil své sólové písně. „Once“ debutovalo naživo a nové písně "One of Us", "Now That I've Found You" (která byla inspirována Gallagherovým shledáním s dcerou Molly), "Gone" a "Why Me? Why Not." zazněly poprvé veřejně. Gallagher také poprvé od roku 2001 zahrál několik písní skupiny Oasis, včetně "Stand by Me" a "Sad Song", kterou nikdy předtím naživo nehrál. Při písních Oasis se k Gallagherovi na pódiu připojil bývalý kytarista Oasis Paul „Bonehead“ Arthurs. Speciál byl odvysílán 27. září, několik hodin po Why Me? Why Not. debutoval na prvním místě ve Velké Británii.
Why Me? Why Not. získal od hudebních kritiků převážně pozitivní recenze. Mnohé pozitivní recenze chválily album za to, že rozšiřuje zvuk alba As You Were, a pochvaly se dostalo i Gallagherovu vokálnímu projevu. Na serveru Metacritic, který recenzím z mainstreamových publikací přiřazuje normalizované hodnocení ze 100, získalo album na základě 19 recenzí vážený průměr 74 bodů, což znamená „obecně příznivé hodnocení“. V listopadu obdržel první cenu Rock Icon na MTV Europe Music Awards, ve stejném měsíci oznámil, že 12. června 2020 vystoupí v manchesterském Heaton Parku a 11. července 2020 na festivalu TRNSMT.

#### 2020–současnost:C'mon You Know/Liam Gallagher & John Squire

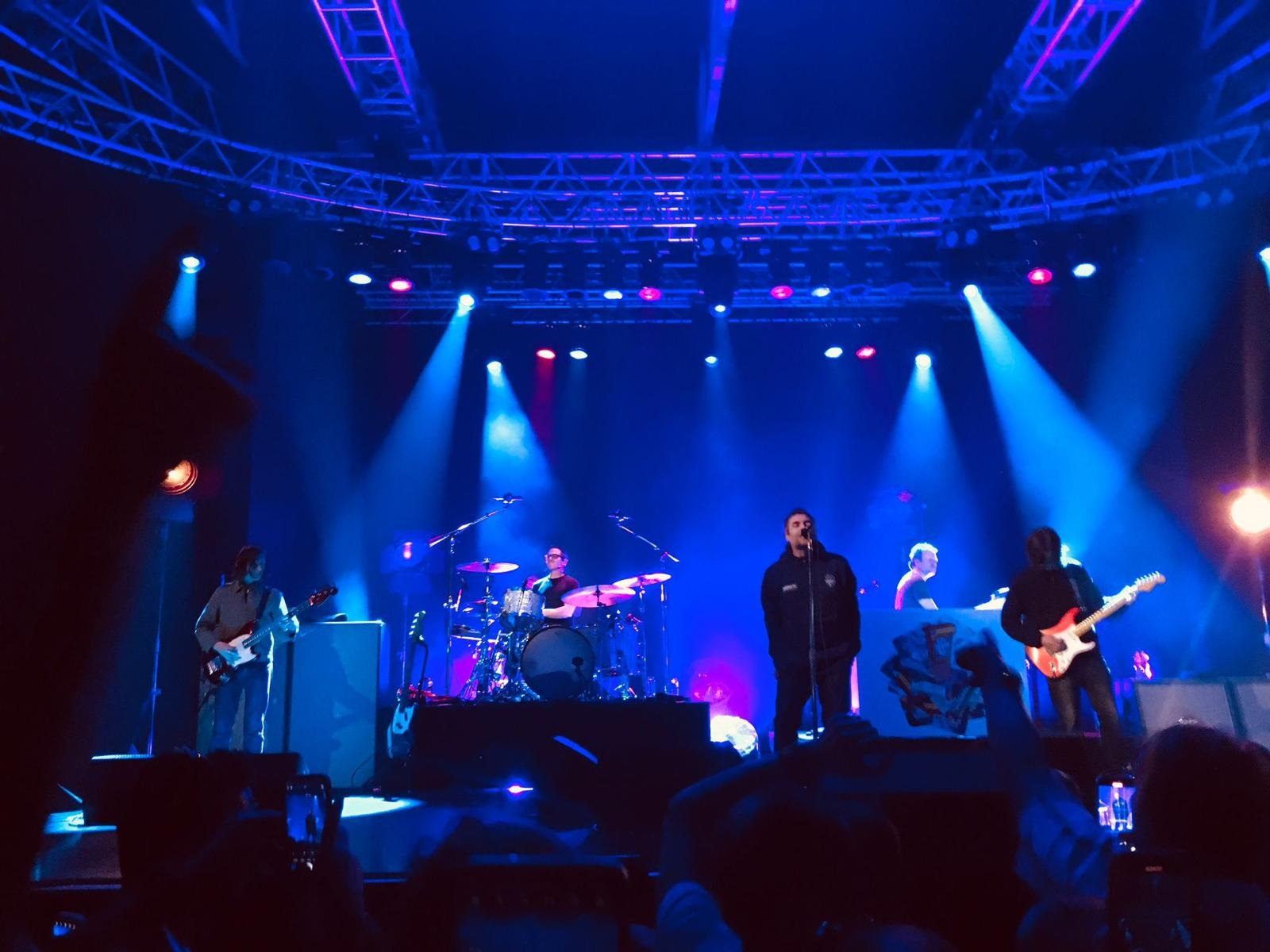
Liam Gallagher a John Squire v Miláně, 2024

31. ledna 2020 vydal Gallagher překvapivě živé EP s názvem Acoustic Sessions, které obsahovalo 7 živých akustických vystoupení jeho sólových písní i písní Oasis a také původní demo verzi skladby „Once“. 27. března oznámil, že koncert v Heaton Parku byl zrušen kvůli pandemii COVID-19. V reakci na pandemii oznámil, že 29. října 2020 vystoupí v O2 Areně zdarma pro zaměstnance NHS, což bylo nakonec odloženo na 17. srpna 2021. Poté, co v březnu 2020 začala první celosvětová izolace COVID-19, zveřejnil Gallagher na Twitteru několik vtipných videoklipů, v nichž zpívá různé hity skupiny Oasis s přepracovaným textem, aby svým fanouškům poradil, aby si umyli ruce. Později téhož roku vydal Gallagher své vystoupení na MTV Unplugged jako své první živé album MTV Unplugged (Live At Hull City Hall), obsahující 10 ze 17 odehraných písní. Album vyšlo 12. června 2020 a po svém vydání debutovalo na prvním místě britské hitparády, čímž se stalo Gallagherovým třetím albem na prvním místě britské hitparády jako sólový umělec.
27. listopadu 2020 vydal Gallagher samostatný singl s názvem "All You're Dreaming Of". Výtěžek z této písně jde na konto organizace Action for Children. Dosáhla 24. místa a stala se jeho čtvrtým sólovým singlem, který se dostal do britské Top 40, a zároveň se stala nejprodávanějším vinylovým singlem roku 2020.
V říjnu 2021 Gallagher spolupracoval s Richardem Ashcroftem na přepracované verzi písně „C'mon People (We're Making It Now)“ pro Ashcroftovo album Acoustic Hymns Vol. 1.
Dne 1. října 2021 Gallagher oznámil, že 27. května 2022 vydá třetí sólové album s názvem C'mon You Know. Gallagher vystoupil 3. a 4. června 2022 v Knebworth Parku, téměř 26 let poté, co zde vystupoval s Oasis. 11. října Gallagher oznámil, že 1. června 2022 vystoupí také na Etihad Stadium v Manchesteru a 26. června 2022 v Hampden Parku v Glasgow.
Dne 20. ledna 2022 Gallagher oznámil, že prvním vydaným singlem z alba C'mon You Know bude skladba „Everything's Electric“, kterou společně napsali Dave Grohl - který také obstaral bicí - a Greg Kurstin. Skladba byla vydána 4. února 2022. 8. února 2022 Gallagher předvedl „Everything's Electric“ na 42. ročníku udílení cen Brit Awards. Debutovala na 18. místě v žebříčku UK Singles Chart Top 100 a na 1. místě v žebříčku UK Singles Sales Chart. Titulní skladba alba byla vydána 1. dubna. Třetí singl alba „Better Days“ byl vydán 22. dubna a výtěžek z prodeje písně byl věnován organizaci War Child. Čtvrtý singl alba „Diamond In The Dark“ byl vydán 26. května.
Dne 17. března Gallagher oznámil, že své vystoupení Down By The River Thames vydá jako své druhé sólové živé album. Vyšlo 27. května 2022, tedy ve stejný den jako album C'mon You Know. 3. a 4. června Gallagher vystoupil na festivalu Knebworth v hrabství Hertfordshire. Koncerty se konaly dva po sobě jdoucí večery, což se shodovalo s tím, že se album C'mon You Know stalo číslem jedna v britské národní hitparádě.
Dne 29. července vydal Gallagher své druhé EP Diamond In The Dark, na kterém se nachází coververze skladby „Bless You“, kterou původně nahrál John Lennon. 10. října 2022 vydal Gallagher ve spolupráci s organizací pro duševní zdraví Talk Club UK pátý singl z tohoto alba s názvem „Too Good For Giving Up“.
Dne 16. října 2023 Gallagher oznámil, že v červnu 2024 uspořádá turné k třicátému výročí alba Definitely Maybe, na kterém představí celé album spolu s některými B-sidy singlů z alba. 21. listopadu 2023 oznámil, že 12. července 2024 bude headlinerem TRNSMT.
V roce 2024 Gallagher spolupracoval s bývalým kytaristou skupiny Stone Roses Johnem Squirem na albu Liam Gallagher & John Squire, které vyšlo 1. března 2024; albu předcházely singly "Just Another Rainbow" a "Mars to Liverpool". 26. ledna 2024 Squire a Gallagher oznámili turné.

## Diskografie
s Oasis
- Definitely Maybe (1994)
- (What's the Story) Morning Glory? (1995)
- Be Here Now (1997)
- The Masterplan (1998, kompilace)
- Standing on the Shoulder of Giants (2000)
- Familiar To Millions (2000, živé album)
- Heathen Chemistry (2002)
- Don't Believe the Truth (2005)
- Stop The Clocks (2006, kompilace)
- Dig Out Your Soul (2008)

s Beady Eye
- Different Gear, Still Speeding (2011)
- BE (2013)

Sólová dráha
- As You Were (2017)
- Why Me? Why Not. (2019)
- MTV Unplugged (Live At Hull City Hall) (2020, živé album)
- C'mon You Know (2022)
- Knebworth 22 (2023, živé album)

s Johnem Squirem
- Liam Gallagher & John Squire (2024)